# Каранька
Каранька — річка в Україні, у Житомирському районі Житомирської області, права притока Случі (басейн Прип'яті).

## Опис
Довжина 22 км, похил річки — 2,6 м/км, найкоротша відстань між витоком і гирлом — 17 км, коефіцієнт звивистості річки — 1,3. Площа басейну водозбору 138 км². Річка формується багатьма безіменними струмками та 21 загатами.

## Розташування
Бере початок на західній стороні від села Лісогірка Хмільницького району Вінницької області. Тече переважно на північний захід через Березівку, Велику Волицю, Мотовилівку, Малий Браталів, Гринівці і на південно-східній стороні від Стрижівки впадає у річку Случ, праву притоку Горині.
У Березівці та Гринівці річку перетинає автошлях територіального значення  Т 0610.